# Старобинское месторождение
Старобинское месторождение — месторождение калийных солей Припятского калиеносного бассейна в Беларуси, вблизи Солигорска. Площадь месторождения составляет 350 км², что делает его крупнейшим в Европе, одним из крупнейших в мире и вторым по величине в СНГ.

## История
Образовалось около 300 000 000 лет назад в конце девонского периода. На месте нынешнего Полесья находилось мелководное море с большими лагунами. В результате активных испарений и прогибов дна бассейна, вследствие вертикальных колебательных движений формировались отложения солей натрия и калия, чередуемые с глинисто-карбонатными слоями.
Было открыто в 1949 году, в 1949―1952 годах на месторождении проводились первоначальные геологоразведочные работы для определения формы и объёма добычи месторождения. Руда добывается подземным способом. В настоящее время месторождение разрабатывается предприятием «Беларуськалий». Является основной сырьевой базой калийной промышленности Беларуси.
За открытие и разведку Старобинского месторождения в 1952 г. присвоено звание лауреатов Государственной премии СССР Г. В. Богомолову, А. А. Иванову, П. А. Леоновичу, А. Н. Нестерову, Н. П. Нестеровой, Л. В. Проходцеву, А. М. Розину (посмертно) и А. К. Шиленко.
ИООО «Славкалий» Михаила Гуцериева строил Нежинский горно-обогатительный комбинат на базе месторождения. Работы ведутся с 2016 года, строительство планировалось завершить к 2023 году. Ожидаемая мощность производства — 2 млн тонн калийных удобрений в год.

## Залежи
Соленосная часть разреза представлены каменной солью, сильвинитом и карналлитом, которые переслоены мергелями, алевролитами, доломитами, песчаниками.
Установлено четыре горизонта калийных солей, представленных сильвинитом мощностью 2,5-21 м. Глубина залегания кровли горизонтов от 350 (первый горизонт) до 950 м (четвёртый горизонт). Содержание хлористого калия в сильвините второго горизонта обычно 25-33 %, а хлористого магния 0,14 %, присутствует незначительное содержание нерастворимого остатка. Третий горизонт менее богат хлористым калием (20-22 %), более загрязнен глинистым материалом, в связи с чем среднее содержание нерастворимого остатка составляет 6,5 %. Среднее содержание хлористого магния по горизонту 0,6 %.
Промышленные запасы 4,1 млрд тонн. Общие запасы 7,8 млрд т.